# Monument aux morts de Vebret
Le monument aux morts de Vebret est un monument aux morts situé en France sur la commune de Vebret, en région Auvergne-Rhône-Alpes.

## Localisation
Le monument aux morts est situé le long de la route départementale 15, au nord de l’église de Vebret.

## Historique
Son emplacement a suscité des débats municipaux, en raison de sa proximité avec l'église, perçue comme pouvant détourner la mémoire laïque. L’un des bas-reliefs est signé « Moreau » et pourrait être de Luc-Albert Moreau (1882–1948), ancien combattant et artiste, bien qu’aucune source d’archives ne confirme formellement cette attribution.

## Description
Le monument, situé dans l’axe de la rue principale de Vebret, en léger retrait de la façade occidentale de l’église, est un édicule monolithe orné de quatre colonnettes. Il comporte une dédicace et la liste des soldats morts au combat. Il est surmonté d’une toiture à deux pans avec frontons sculptés et repose sur un socle quadrangulaire orné de quatre bas-reliefs en bronze illustrant le parcours du soldat : départ, tranchées, assaut, deuil.

## Protection
Le monument aux morts est inscrit au titre des monuments historiques par arrêté du 13 mars 2019.